# Chiesa del Risorto
La Chiesa del Risorto che ha Attraversato la Croce è un tempio cattolico situato ad Aquiraz, nello stato del Ceará, in Brasile, presso la sede della Diaconia Generale della Comunità Cattolica Shalom. Inaugurata il 1º novembre 2024, è la prima chiesa costruita dalla comunità, con una superficie di 2.216 m² e una capacità di circa 1.000 fedeli. La dedicazione è stata presieduta da Dom Gregório Paixão, arcivescovo dell'Arcidiocesi di Fortaleza, alla presenza del Nunzio Apostolico in Brasile, Dom Giambattista Diquattro.

## Storia
La costruzione è iniziata nel 2013, con la benedizione della pietra angolare, ed è stata completata nel 2024. La chiesa è considerata una pietra miliare per la Comunità Shalom, fondata nel 1982 da Moysés Azevedo, e riflette il suo carisma incentrato sul mistero pasquale di Cristo. Il progetto, in stile contemporaneo, è stato evidenziato in vari reportage per la sua rilevanza spirituale e architettonica nella regione metropolitana di Fortaleza.

## Notorietà
La dedicazione del tempio ha attirato circa 6.000 persone ed è stata ampiamente coperta dai mezzi di comunicazione cattolici e regionali, come Vatican News e il giornale O Povo, sottolineando la sua importanza come primo tempio al mondo con questo titolo.